# Бетховен (серия фильмов)
Бетховен (англ. Beethoven) — это серия из восьми американских комедийных фильмов, созданная Джоном Хьюзом и Эми Холден Джонсом. В этой серии сюжет вращается вокруг семьи, пытающейся проконтролировать выходки своего домашнего питомца — сенбернара по кличке Бетховен. Первые два фильма были выпущены для кинотеатров, а все последующие фильмы были сняты исключительно на ТВ и DVD (причины этого до сих пор не известны). Оригинальный Бетховен появился в кинотеатрах в апреле 1992 года. В первый уик-энд он собрал 7 587 565 долларов. Это был 26-й по величине кассовый фильм года в США, собравший 57 114 049 долларов. Второй фильм — Бетховен 2, вышел спустя год, в 1993 году и при 15 миллионом бюджете, собрал более 110 миллионов. Бетховен 3 — это первый фильм, который вышел на ТВ и DVD (в 2000 году). Спустя год вышел Бетховен 4, а в 2003 вышел последний фильм из оригинальной сюжетной линии — Бетховен 5. В 2008 году вышел Бетховен: Большой бросок, который стал перезапуском серии. Дальше, в 2011 и 2014 году, вышло два спин-оффа серии: Рождественское приключение Бетховена и Сокровища Бетховена. Если первые два фильма получили положительные и смешанные отзывы, то следующие ТВ-продолжения получали в основном негативные отзывы из-за многочисленных замен актёров на более дешёвых и непродуманного сюжета.

## Фильмы

### Бетховен (1992)
Герой фильма — не великий композитор, а случайно названный его именем симпатяга-сенбернар. Попав ещё щенком в приютившую его семью, пёс быстро подружился с детьми и их матерью — только отец поглядывал на беспокойного домочадца косо. Фильм вышел 3 апреля 1992 года.

### Бетховен 2 (1993)
Псу, случайно названному именем великого композитора, не сразу удалось завоевать любовь главы семьи, но зато теперь они настоящие друзья. Зрителям придётся поволноваться, когда Бетховен будет попадать в опасные ситуации, зрителей насмешат его выходки и удивит его сообразительность, а суть — в том, что не только у людей бывает золотое сердце. Фильм вышел 17 декабря 1993 года.

### Бетховен 3 (2000)
В третьей части приключений знаменитого сенбернара забавный «пёсик» отправляется в головокружительное путешествие. Для главы семьи Ньютонов, Ричарда, долгая поездка к родственникам — увлекательнейшее занятие. Для его шумной семьи — утомительное, невыносимо скучное мероприятие.
Однако все разительным образом меняется, когда «на борту» обнаруживается новый лохматый пассажир с печальными глазами. Им, как ни странно, оказывается наш старый друг Бетховен, который, не прочь попутешествовать по стране и посмотреть мир. Фильм вышел 25 июля 2000 года.

### Бетховен 4 (2001)
Самый обаятельный пёс в мире собирается в своё самое большое путешествие! Самый любимый сенбернар в мире, кумир детишек и просто замечательный пёс Бетховен возвращается, чтобы снова заставить вас смеяться до колик в животе! В четвёртой части приключений Бетховен магическим образом станет прекрасно воспитанным джентльменом и докажет, что старого пса ещё преспокойно можно научить новым фокусам!
Шумная семейка Ньютонов уже давно привыкла к выходкам весельчака Бетховена, но внезапного превращения оного в изысканную и отменно дрессированную собаку, они никак не ожидали! Все началось с того, что во время обычной прогулки в парке старина Бетховен встретился с сенбернаром по кличке Микеланджело, похожим на него, как две капли воды. В отличие от нашего озорника-приятеля, Микеланджело оказался образцовым псом с прекрасными манерами. И вот случается так, что два красавца-пса решают поменяться местами! Уморительный увалень Ньютонов вдруг преобразится в дисциплинированного, «показательного» пса. Ну а Бетховен, в свою очередь, задаст «жару» своим новым хозяевам — эстетствующей семье Седжвиков! Фильм вышел 4 декабря 2001 года.

### Бетховен 5 (2003)
Когда Сара отправляется с сенбернаром на летние каникулы к своему дяде Фредди в маленький провинциальный городишко, она ещё не представляет, какие приключения поджидают их впереди, Каникулы начинаются весело: неугомонный пёс «откопал» ключ к тайне клада, о котором в округе ходят легенды.
В одночасье начинается настоящая золотая лихорадка: местные жители, как одержимые, начинают искать сокровища и пытаются стать друзьями добряка Бетховена, который, как они считают, «унюхал» богатую добычу. Однако, как оказалось, найти клад — лишь часть проблемы: ведь искателям предстоит столкнуться с призраками, которые охраняют тайник! Фильм вышел 2 декабря 2003 года.

### Бетховен: Большой бросок (2008)
Эдди работает тренером животных, он одинокий отец и человек, потерявший интерес к жизни. Он воспитывает сына Билли, однако единственной радостью в жизни считает не его, а ящерицу Пит. Череда похожих друг на друга дней течёт однообразно и скучно, и кажется ничто не сможет их изменить.
Но однажды в жизнь Билли врывается самый весёлый и бесшабашный пёс в мире. Лохматый сенбернар Бетховен полностью меняет жизнь Эдди и его сына. Все курьёзы и смешные ситуации громадный пёс приносит с собой, в дом холостяка.
Неожиданно, Бетховен обращает на себя внимание киностудии и Эдди приглашают стать его дрессировщиком.
Но в жизни сенбернара не может быть все гладко. На него положили глаз трое никчёмных похитителей, мечтающих получить за начинающую звезду неплохой выкуп. Эдди предстоит понять, насколько важную роль успела сыграть лохматая собака в его жизни. Фильм вышел 30 декабря 2008 года.

### Рождественское приключение Бетховена (2011)
Лента не является полноценным продолжением киносерии комедийных фильмов о Бетховене, снятых режиссёром Брайаном Левантом.
Рождественский эльф случайно взлетел в санях Санты, после чего в небольшом городке произошла авария. Незадачливый помощник Санты при этом, конечно же, потерял волшебный мешок с игрушками.
Бетховену предстоит спасти эльфа, забрать мешок у жадных мошенников и вернуть санки Санте до наступления Рождества.
В сцене в середине титров у мальчика другие дети украли его скейтборд.
В отличие от других фильмов франшизы, у Бетховена есть собственный голос, который был предоставлен Томом Арнольдом. Фильм вышел 8 ноября 2011 года.

### Сокровища Бетховена (2014)
Любимец публики и добродушный сенбернар Бетховен вместе со своим тренером Эдди оказываются в небольшом приморском городе, где знакомятся с местным мальчиком Сэмом Паркером. Бетховен и Сэм быстро становятся друзьями, и впереди их ждёт незабываемое приключение и поиск настоящих сокровищ. Фильм вышел 14 октября 2014 года.

## Критика
| Фильм                                | Rotten Tomatoes    | CinemaScore |
| ------------------------------------ | ------------------ | ----------- |
| Бетховен                             | 31 % (26 рецензий) | A           |
| Бетховен 2                           | 25 % (12 рецензий) | A           |
| Бетховен 3                           | 0 % (7 рецензий)   | B           |
| Бетховен 4                           | 0 % (8 рецензий)   |             |
| Бетховен 5                           | 31 % (зрители)     |             |
| Бетховен: Большой бросок             | 41 % (зрители)     |             |
| Рождественское приключение Бетховена | 11 % (зрители)     |             |
| Сокровища Бетховена                  | 28 % (зрители)     |             |

## Домашние СМИ
Все фильмы доступны на DVD, как по отдельности, так и в составе пакетов и коллекций из двух или более фильмов.

## Другие медиа

### Игрушки
Линейка игрушек была выпущена совместно с первыми двумя фильмами, и некоторые игрушки доступны и по сей день.

### Видеоигры
В 1993 году для платформ Super NES и Game Boy была выпущена основанная на фильме Бетховен 2 видеоигра Beethoven: The Ultimate Canine Caper.
В 1994 году для Sega Genesis и Game Gear была разработана версия игры Beethoven: The Ultimate Canine Caper. Несмотря на то, что разработка была завершена, выпуск был отменён.